# Чамагајевци
Чамагајевци су насељено место у саставу општине Маријанци у Осјечко-барањској жупанији, Република Хрватска.

## Историја
До територијалне реорганизације у Хрватској налазили су се у саставу старе општине Доњи Михољац.

## Становништво
На попису становништва 2011. године, Чамагајевци су имали 214 становника.

## Попис1991.
На попису становништва 1991. године, насељено место Чамагајевци је имало 310 становника, следећег националног састава:
| Попис 1991.‍  | Попис 1991.‍  | Попис 1991.‍ | Попис 1991.‍ | Попис 1991.‍ |
| ------------ | ------------ | ----------- | ----------- | ----------- |
|              |              |             |             |             |
| Хрвати       | Хрвати       |             | 303         | 97,74%      |
| Срби         | Срби         |             | 3           | 0,96%       |
| неопредељени | неопредељени |             | 1           | 0,32%       |
| непознато    | непознато    |             | 3           | 0,96%       |
| укупно: 310  |              |             |             |             |